# Kershaw Peaks
Die Kershaw Peaks sind eine Gruppe aus fünf bis zu 820 m hohen Bergen an der Danco-Küste des Grahamlands auf der Antarktischen Halbinsel. Sie ragen westlich der Mündung des Miethe-Gletschers in die Thomas Cove sowie östlich des Kap Willems auf.
Erstmals verzeichnet sind sie auf einer argentinischen Landkarte aus dem Jahr 1952. Das UK Antarctic Place-Names Committee benannte sie 1960 nach Dennis Kershaw (1931–2000), Geodät des Falkland Islands Dependencies Survey am Arthur Harbour im Jahr 1956 und auf Danco Island im Jahr darauf.